# たいのおかしら
『たいのおかしら』は、漫画家・さくらももこによるエッセイ初期三部作、または『もものかんづめ』三部作の第三作。1993年7月20日に集英社から刊行され、のちに2003年3月25日に集英社文庫により文庫化。文庫版には「巻末お楽しみ対談」と題した、さくらももこと脚本家・三谷幸喜による対談が収録されている。

## 収録内容
歯医者に行く
(本作執筆の)半年前、歯の詰め物が取れたさくらが、歯科医院での治療の怖さをなくすため“笑気ガス”なるものを初体験した話。
タンスを求めて
自宅に憧れのタンスが欲しくなり、理想のタンスを求めて探し回った話。
英会話の学習
28歳の頃、英会話の教材のカセットテープと本を購入し、その中の外国人男女の架空のストーリーに興味を持った話。
グッピーの惨劇
小学6年生に自宅でグッピーを飼い始めたが、その後起きた惨劇について。
町に来たTVにでてる人
中学3年生の頃、地元のデパートで行われたタレントの山田由紀子のサイン会に2人の友人と訪れた話。
独自の研究
(本作執筆の)3年前からさくらが、当時の夫が趣味でやり始めた手品を見せられた時の話。　
習字のおけいこ
ある日ふと習字を習うことを思い立ったさくらが、緊張しながら申込みの電話をかけた時や書道教室に通った初日の様子について。
消えたドーナツ
最初の婚姻中に夫と一緒に買ってきたドーナツが4個食べきれず、翌日食べようとした所なぜか2つ減っていた話。
小杉のばばあ
小学2年生の頃に周りから陰で“小杉のばばあ”と呼び恐れられ、近所に住んでいたお婆さんの話。
写真
さくらのこれまでの人生における写真にまつわる話に、姉や両親のエピソードを交えて語られている。
マッサージ師
マッサージ師のおばさんとのやり取りや、さくらが見様見真似で当時婚姻中だった最初の夫にマッサージをした時の話。
怠け者の日々
中学時代、学校から帰宅するといつもダラダラ過ごしていた日々の話。
おとし玉
お年玉をもらっていた子供から大人になってその風習を忘れていた所、ある年の正月に知人の子供が自宅に来たことで思い出し、慌てた話。
答案の始末
小学4年生の頃の算数のテストで散々な点数を取ってしまい、答案用紙をどうするか悩んだ話。
お金を拾う
(本作執筆の)1ヶ月前と短大時代にそれぞれお金を拾った話、及び最初の婚姻時に夫がお金を拾った時の話。
ミーコのこと
3歳の頃に祖母がどこからかもらってきた、ちょっと憎たらしい三毛猫のミーコとさくらとの10年以上に渡る攻防物語。
ひろ子の揉め事
ある夜自転車に乗って帰宅する途中、若い女性2人組(ひろ子の友人)が女たらしの若者を責める場面に遭遇した話。
二十歳になった日
20歳の誕生日を迎え「これからは自分で人生を切り開いていかねばならない」と強い気持ちを持って、静岡市内で過ごした一日の様子。
心配をかける姉
これまで色々と親に心配をかけて過ごしてきた姉の半生を、妹の視点で振り返る。
集中力
中学時代の美術と、『ちびまる子ちゃん』の原稿を描く作業でそれぞれ集中した時の話。
引っ越し
上京後から現在(本作執筆時)までの8年間で行った4回の引っ越しの様子と各自宅の住心地について。
父ヒロシ
父・ヒロシについて、さくらの幼少期からの思い出を交えて語る。
その後の話
作中のエピソードのそれぞれの後日談などを語る。
歯医者に行く
半年前以来、歯科医院への通院を怠けていることなどを語る。
独自の研究
姉が一時持ち歩いていた謎の石について。
習字のおけいこ
さくらが通う習字教室についての近況報告。
小杉のばばあ
亡くなった小杉の婆さんにちなんで、さくらが死生観について語る。
ひろ子の揉め事
ひろ子のその後を勝手に想像する。
心配をかける姉
ある時姉からもらった「体に塗れば色々と治す」という謎の油の効果について。
集中力
仕事中に放屁をしてしまい、女性アシスタントに気づかれたかどうかの考察。
引っ越し
引っ越しというものについて改めて考えを述べる。
父ヒロシ
本編で父の話を扱ったことをヒロシ自身がまだそのことを知らない、ということに言及する。

### 文庫版
文庫版には上記の内容に加え、以下のおまけがある。
巻末お楽しみ対談・三谷幸喜+さくらももこp245-274
さくらと三谷がお互いに自宅で飼っていたペットの話、三谷の(当時の)妻との生活について、おならの話、お互いの好きなものの話などを語る。

## 書誌情報
- 単行本：1993年07月20日発売、集英社、ISBN 978-4-08-775166-6
- 文庫本：2003年03月25日発売、集英社文庫、ISBN 978-4-08-747551-7
  - イラストレーション／さくらももこ、カバーデザイン／明比朋三、本文デザイン／祖父江慎＋コズフィッシュ